# Jan (książę Viseu)
Jan, książę Viseu – najstarszy syn Ferynanda Aviz, księcia Viseu i Beatrycze Portugalskiej.
W 1470 roku, po śmierci ojca, przyjął tytuły Trzeciego Księcia Viseu i Drugiego Księcia Beja. W lipcu jego wuj król Alfons V przyznał mu marokańskie miasto Anfa (port. Anafé). Jan zmarł młodo i bezpotomnie. Jego tytuły i posiadłości odziedziczył jego brat Diogo.